# 考古堂書店

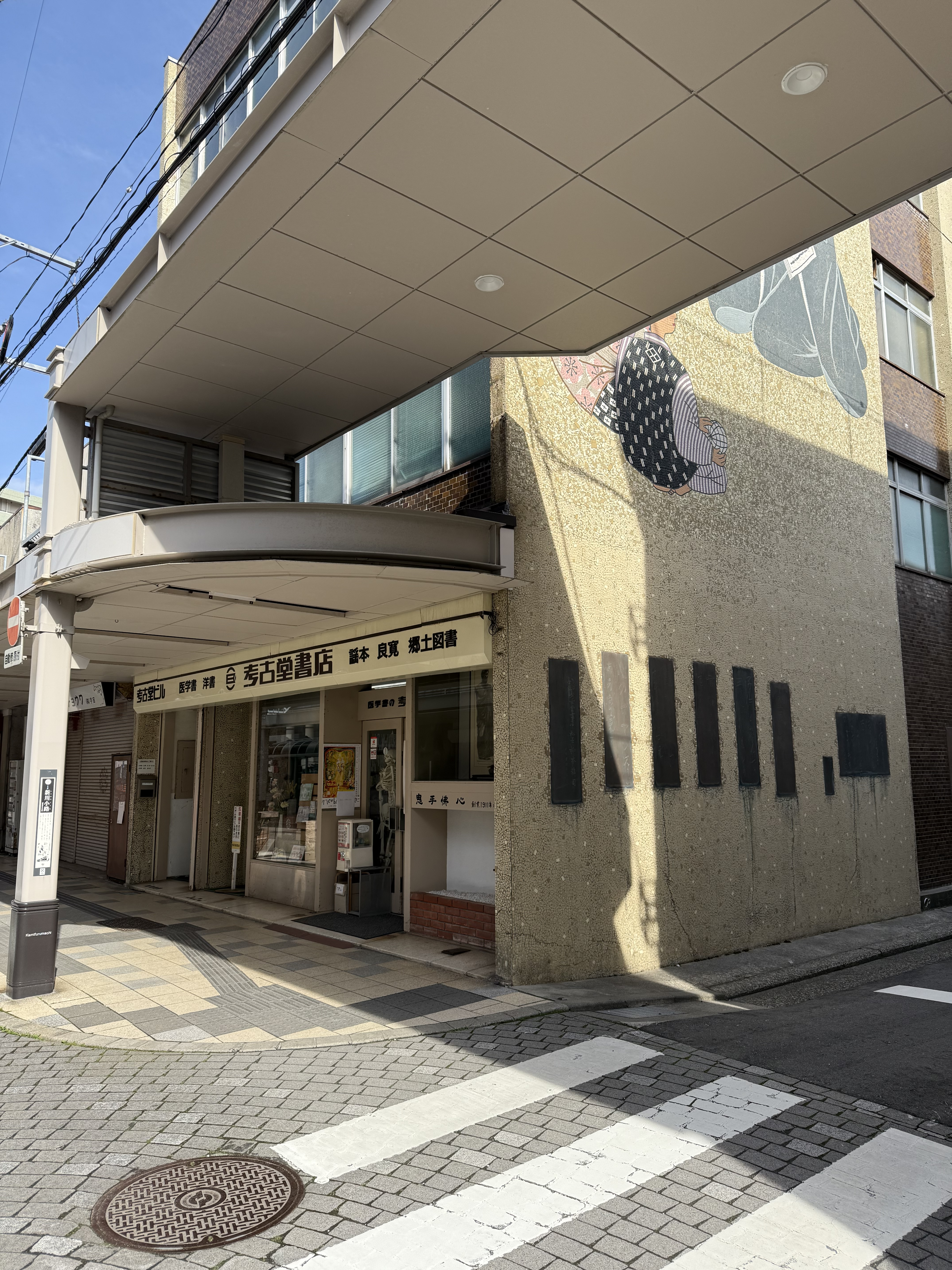
考古堂書店

考古堂書店（こうこどうしょてん）は、新潟県新潟市中央区にある書店、および出版社。創業当時は古本の販売をしていたが、現在は医学書の販売および自社出版を行っている。

## 歴史
1911年（明治44年）に兵庫県武庫郡今津村（現在の西宮市）出身の柳本（やぎもと）実之介が新潟市の古町通4番町に古書店を開業したことが始まりで、実之介は「古きを考え、新しきを知る」との意を込めて「考古堂書店」と命名した。店は家族経営で実之介と見習いの小僧1人がいる程度だった。実之介は読書と古書籍の収集が趣味で『論語』『孟子』『荘子』などの漢籍を特に多く集めていたが、商売より自身の収集を優先することがあったため商売としては上手く行っていなかった。1932年（昭和7年）に実之介が亡くなると、長男の誠一が店を継いだ。
誠一は新刊部を設立し、それまで扱っていた古書だけでなく、小説や雑誌などの新しい本を取次店や出版社から仕入れて販売するようになった。店の近くには新潟薬科大学（現・新潟大学医学部）があったため、大学教授や医学生が多く訪れており、医学の専門書や教科書を扱うようになった。ドイツの医学書の原書も仕入れていた。医学生は新刊本を買って勉強し、夏休みに帰省する際に古書として本を売って旅費を作り、帰省から戻ると新しい本を買う、というサイクルができ、古書と新刊の両部門が上手く機能していた。1947年（昭和22年）8月25日、店の定休日に登山が趣味だった誠一は長男の慎一と共に五頭山に日帰りの予定で出かけたが遭難し、後に2人とも遺体で見つかった。誠一の死後10年間は、妻の睦江やおいの和夫が中心となって経営を支えた。
1958年（昭和33年）に雄一の次男の雄司が店を継いだ。雄司は大学時代に親友の父親の生き方に強い影響を受け、彼が良寛を専門に描く画家だったため、良寛の世界に引かれていった。雄司は大学を休学して東京・神保町の医学書専門店で1年間の修行を経て帰郷し、最初の10年は無我夢中で顧客を回った。医学書販売の営業は新潟県内全域へと広がり、1965年（昭和40年）には法人化し、旧社屋が手狭になったため、1966年（昭和41年）に上古町商店街に4階建ての新社屋ビルを完成させた。外壁には画家の河内舟人の手による良寛が子どもたちを相手に読書している和やかな光景が色鮮やかなモザイクタイルで描かれた。また、良寛が読書の楽しさを詠んだ歌「世の中にまじらぬとにはあらねども 独り遊びぞわれはまされる」の歌碑が設置され、彫金は黒埼町（現在の新潟市西区）在住の作家・亀倉蒲舟が手掛けた。1972年（昭和47年）に出版部を設立し、出版第一号は全国にある良寛の石碑と拓本を紹介する『いしぶみ良寛』だった。本は専門書ながら版を重ねて1万部を突破し、いい本を作れば売れると手応えを得る。その後、良寛に関連する書籍は200点以上と全国随一の規模を誇るようになった。また、良寛の他にも、会津八一や相馬御風、上杉謙信などの新潟が生んだ偉人を手掛け、郷土に根ざした出版事業が経営の柱の一つとなっていった。
1974年（昭和49年）に、東京の大型書店が新潟市に出店することが分かり、「書籍の絶対量ではかないっこないとしたら、医学書だけは量でも質でも負けない」と決断し、一般書の販売をやめて医学書専門店になることを選んだ。医学書に力を入れる一方で、ユニークな出版で新潟を全国に発信していった。1982年（昭和57年）に創刊した季刊雑誌『良寛』は、良寛についての研究や愛好家の寄贈文などを掲載し、25年間、50号まで続いた。また、科学季刊雑誌『ミクロスコピア』を1984年（昭和59年）から2008年（平成20年）まで発行した。藤田恒夫新潟大学名誉教授が編集長を務め生命科学の最先端の研究を分かりやすく紹介し、地方の出版社が科学誌を長年発行し続けたことから「新潟の奇跡」とも呼ばれた。2001年（平成13年）に雄司の長男の和貴が社長になり、2006年（平成18年）から新潟大学医歯学総合病院内の書店を提携運営している。2016年（平成28年）には新潟医療福祉大学にも医学書専門店を開いた。現在、新潟を中心に隣県の山形や富山にも営業を展開している。「医学書の外商が中心のため、売り上げの落ち込みはそれほどない。ただ、今後どうやって生き残っていくのかが最大の課題」「医学は日々進歩しており、医学書も情報の更新が必要。医学書という信頼性の高い商品を扱うサイトや流通の新しい仕組みができないか、業界全体で取り組んでいる」と今後を見据えている。